# Емеривил
Емеривил (на английски: Emeryville) е град в окръг Аламида, в района на залива на Сан Франциско, щата Калифорния, САЩ. Емеривил е с население от 6882. (2000). Емеривил е с обща площ от 5 кв. км (1,90 кв. мили).